# Venerupis rugosa
Venerupis rugosa is een tweekleppigensoort uit de familie van de Veneridae. De wetenschappelijke naam van de soort werd voor het eerst geldig gepubliceerd in 1854 door George Brettingham Sowerby II.